# Geoff Nicholson
Pour les articles homonymes, voir Nicholson.
Geoff Nicholson, né le 4 mars 1953 à Sheffield et mort le 18 janvier 2025, est un écrivain britannique.

## Publications

### Romans
- Street Sleeper, 1987
- Comment j'ai raté mes vacances (What We Did On Our Holidays), 1990, éditions Robert Laffont
- The Errol Flynn Novel, 1993
- Everything and More, 1994
- Bleeding London, 1997
- Bedlam Burning, 2000
- The Hollywood Dodo, 2004
- Le fétichiste, 2011, éditions Robert Laffont

### Documents
- Big Noises, 1991
- Sex Collectors, 2006
- The Lost Art of Walking: The History, Science, Philosophy, and Literature of Pedestrianism, 2008